# Qiu Ying

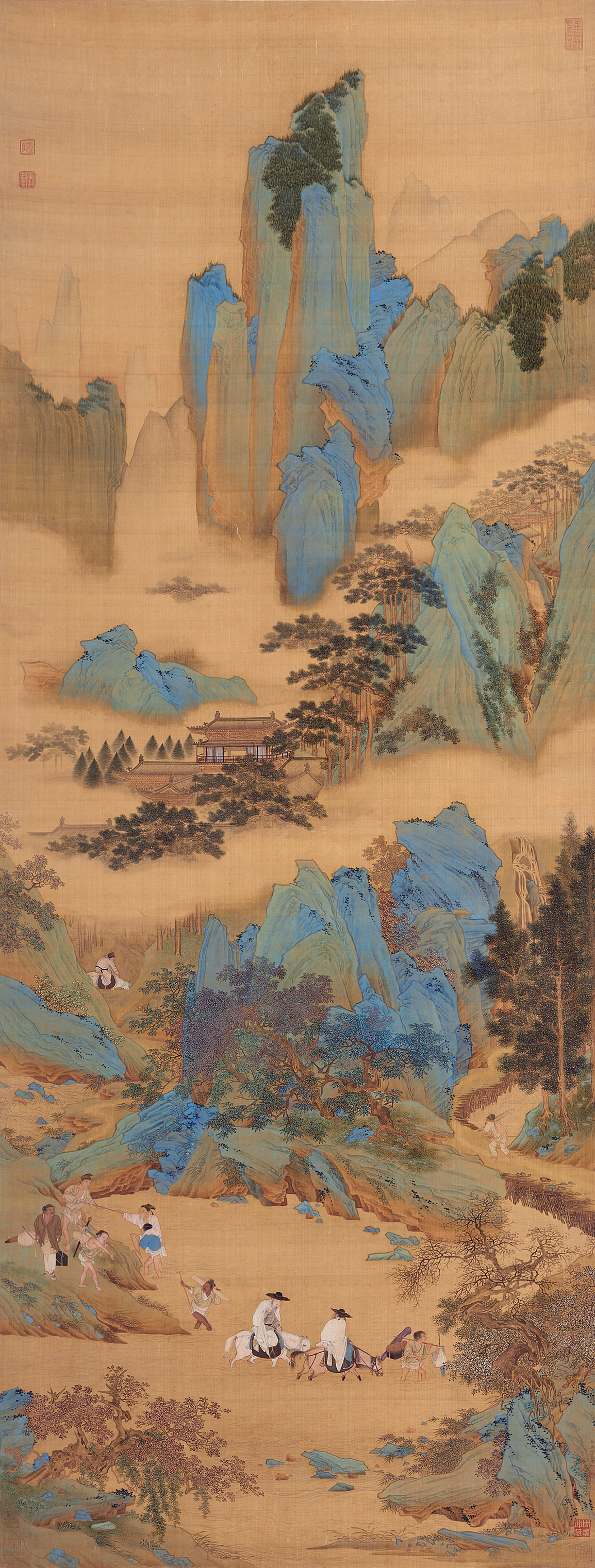
El Emperador Guangwu vadeando un río

Qiu Ying (en chino, 仇英; pinyin, Qiú Yīng; Wade-Giles, Ch'iu Ying; 1494 – 1552) fue un pintor chino de la dinastía Ming que se especializó en la técnica del pincel gongbi.

## Biografía
El nombre de cortesía de Qiu Ying era Shifu (实父), y su nombre de estilo era Shizhou (十洲). Nació en una familia de campesinos en Taicang. Al mudarse con su familia a Suzhou (蘇州), Qiu Ying fue aprendiz de artesano de laca. A pesar de los orígenes humildes de su familia, tenía talento natural y habilidad para pintar. Más tarde aprendió el arte de pintar del famoso artista Zhou Chen (周臣, c. 1450-1535) e imitó obras antiguas de las dinastías Tang (618-907) y Song (960-1279), obteniendo tanto éxito que sus copias y los originales eran indistinguibles.
Su hija, Qiu Zhu (仇珠, fl. siglo xvi), y su yerno, You Qiu (尤求, fl. siglo xvi), lo siguieron en la pintura. El estilo de Qiu Zhu es delicado y bellamente refinado, mientras que You Qiu también heredó los modales de su suegro, pero se destacó especialmente en la pintura de figuras de líneas finas en tinta «baimiao» (白描).

## Carrera
Pintó con el apoyo de algunos mecenas adinerados. Tres de sus mejores mecenas eran coleccionistas de arte. Uno era Chen Guan (? – después de 1557), de Suzhou. Los otros dos eran más jóvenes que Qiu: Zhou Fenglai (1523-1555), de la cercana Kunshan, y el conocido y rico coleccionista Xiang Yuanbian (1525-1590), cuya casa estaba en Jiaxing en la provincia de Zhejiang. Con su don especial para copiar pinturas, Qiu Ying encontró el favor entre los coleccionistas, brindándole la oportunidad de copiar y aprender de las pinturas de las dinastías Song y Yuan en las colecciones del área de Jiangnan y ampliando enormemente su alcance artístico. A medida que maduraron las habilidades de Qiu Ying en la pintura, tomó forma gradualmente un estilo propio.
Aunque la escuela Wu de Suzhou fomentó la pintura con lavados de tinta, Qiu Ying también pintó en el estilo azul y verde e incorporó diferentes técnicas en sus pinturas. Por lo tanto, sus pinturas sobre figuras, paisajes y flores tienen una originalidad propia. El uso que hizo Qiu Ying del pincel fue meticuloso y elegante, y sus representaciones de paisajes y figuras fueron ordenadas y bien proporcionadas. Además de que sus cuadros son elegantes y refinados, también son bastante decorativos. El estilo de pintura de Qiu Ying también tiene el aire delicadamente elegante del arte letrado.
Su talento y versatilidad le permitieron ser considerado como uno de los Cuatro Maestros de la dinastía Ming.
Además, acompañando la gran expansión económica que tuvo lugar a mediados de la dinastía Ming, las pinturas de Qiu Ying fueron imitadas en gran número durante su propia vida para satisfacer la demanda de su arte, su nombre se sumó a innumerables obras realizadas por artistas profesionales.
Los más famosos cuadros realmente pintados por Qiu Ying son el Arpa en un pabellón (ahora en el Museo de Bellas Artes de Boston), El Emperador Guangwu vadeando un río (Galería Nacional de Canadá) y las frecuentemente reproducidas Viviendas de los Inmortales - Tierra de hadas de la cueva de jade que se encuentran en el Museo del Palacio de la Ciudad Prohibida en Pekín, China. Y, por ejemplo, la pintura «insignia» de Viaje a Shu (también conocida como Viaje a Sichuan del emperador Minghuang) en estilo azul y verde (Museo Nacional de Arte Asiático del Smithsonian en Washington D. C.) es una copia de un paisaje pintado por Qiu Ying, que a su vez era una copia de un paisaje famoso del mismo título varios cientos de años más antiguo, que también era una copia.

## Colecciones
Los trabajo atribuido a Qiu Ying se encuentran en las colecciones permanentes de varios museos de todo el mundo, incluido el Museo de Arte de la Universidad de Princeton, el Museo de Arte de Indianápolis, el Museo de Arte de la Universidad de Míchigan, el Museo Penn, el Museo de Bellas Artes de Boston, el Museo de Arte Nelson-Atkins y el Museo Británico.

## Galería

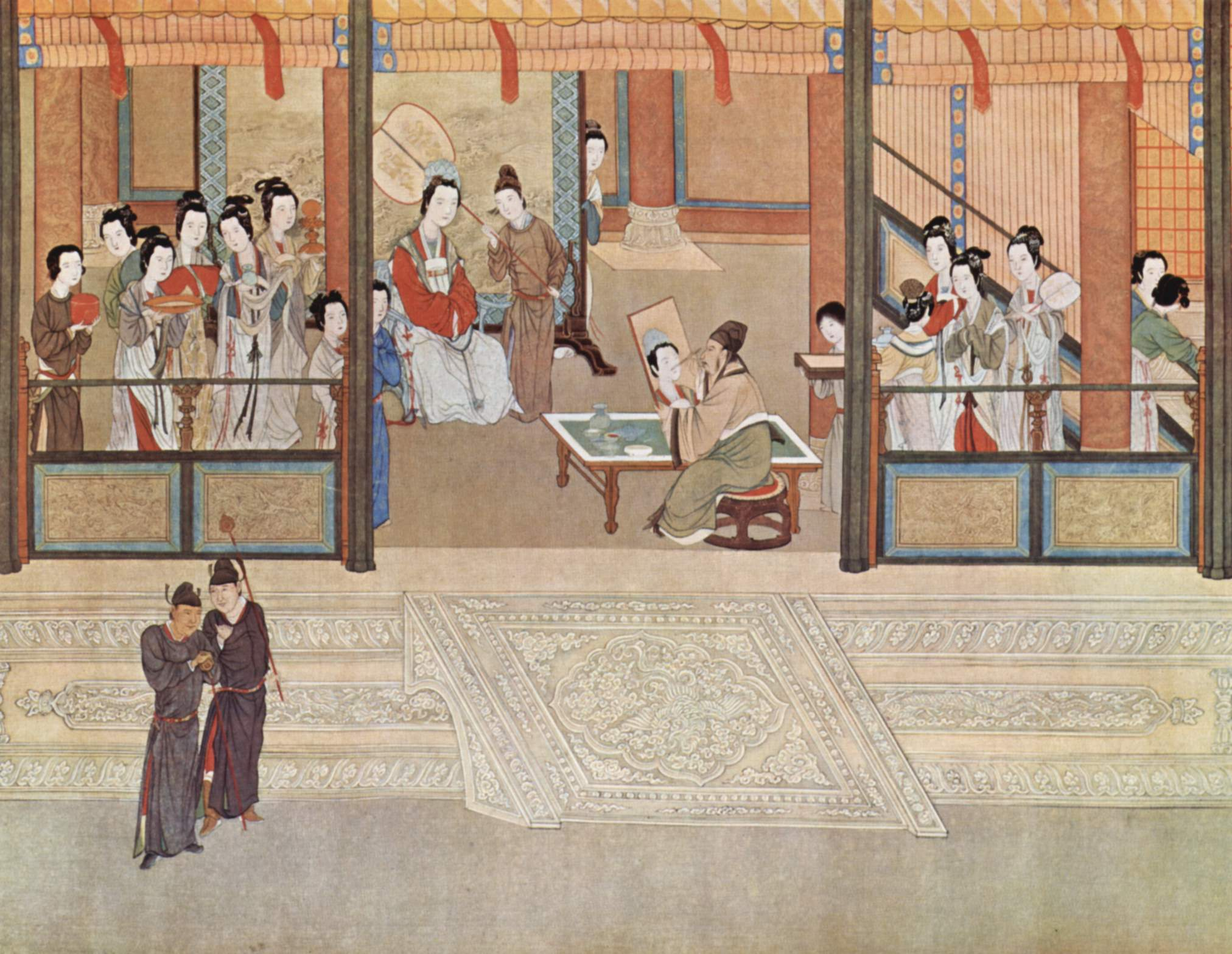
Mañana de primavera en el Palacio Han
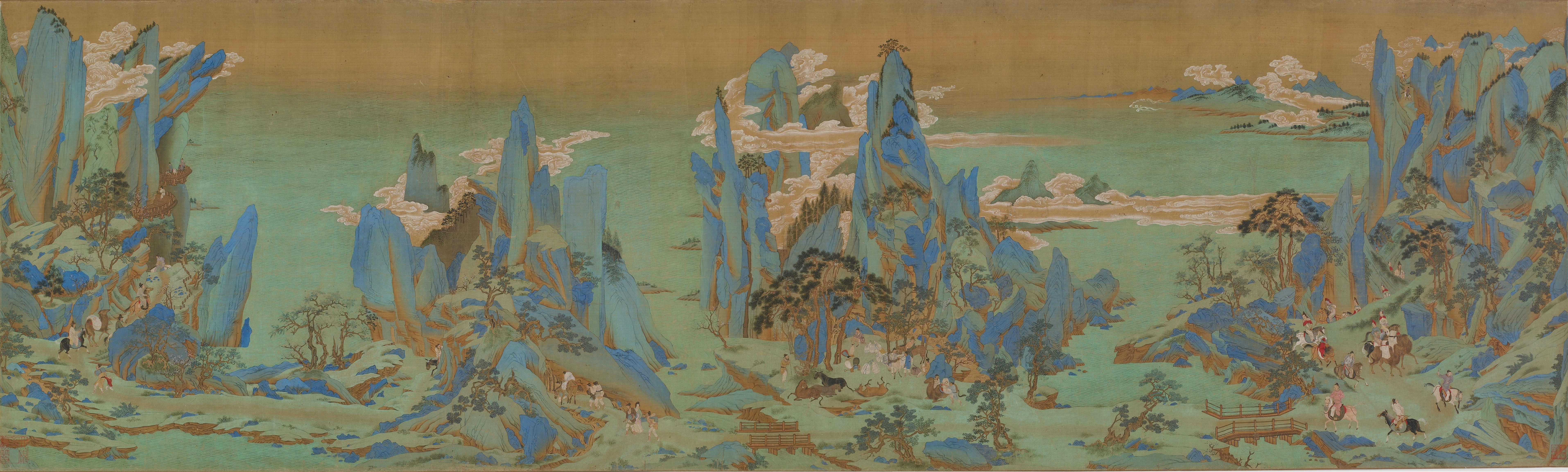
Viaje a Sichuan del emperador Minghuang
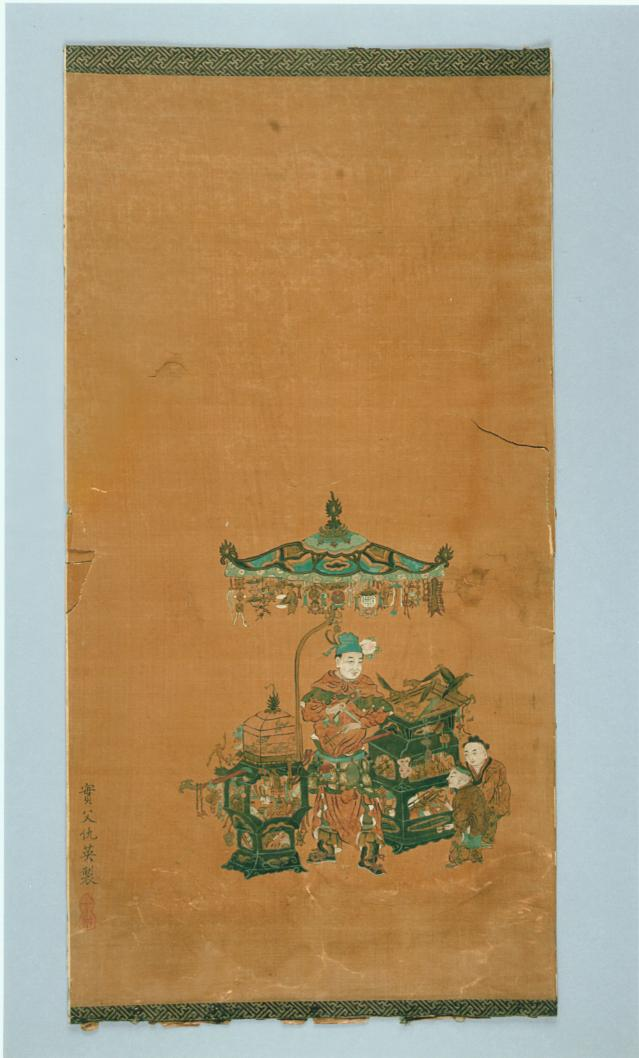
Ilustración del Sutra del corazón, 1543
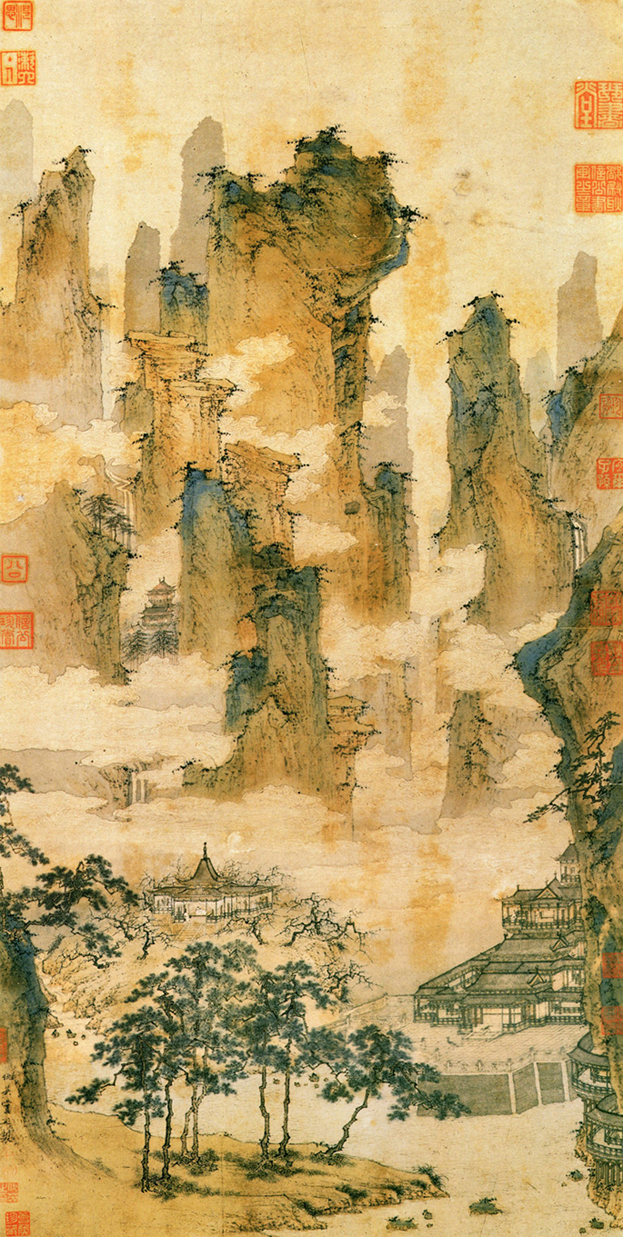
Pabellones en las Montañas de los Inmortales
Los exámenes imperiales, 1540
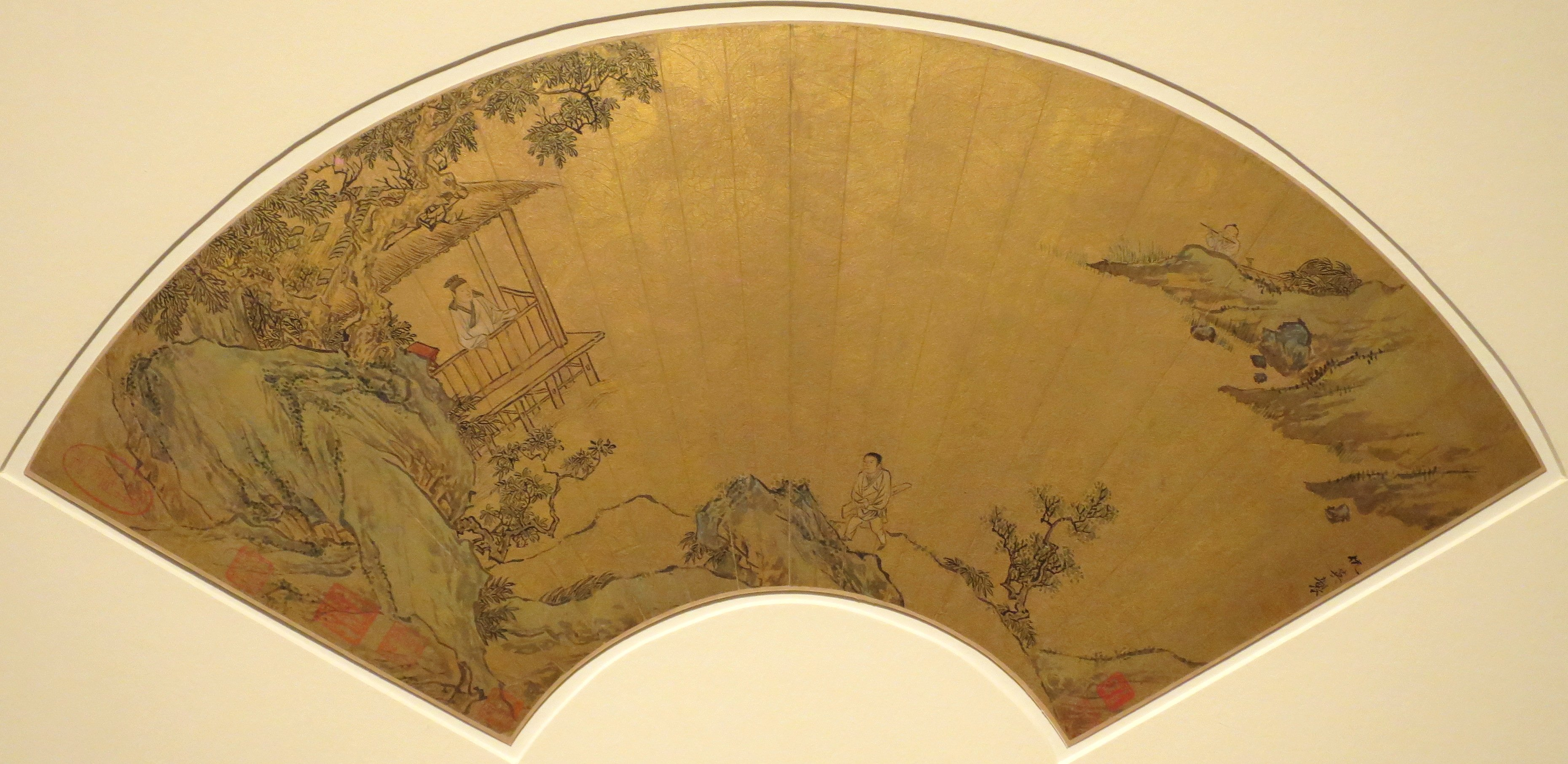
Paisaje con erudito en el pabellón
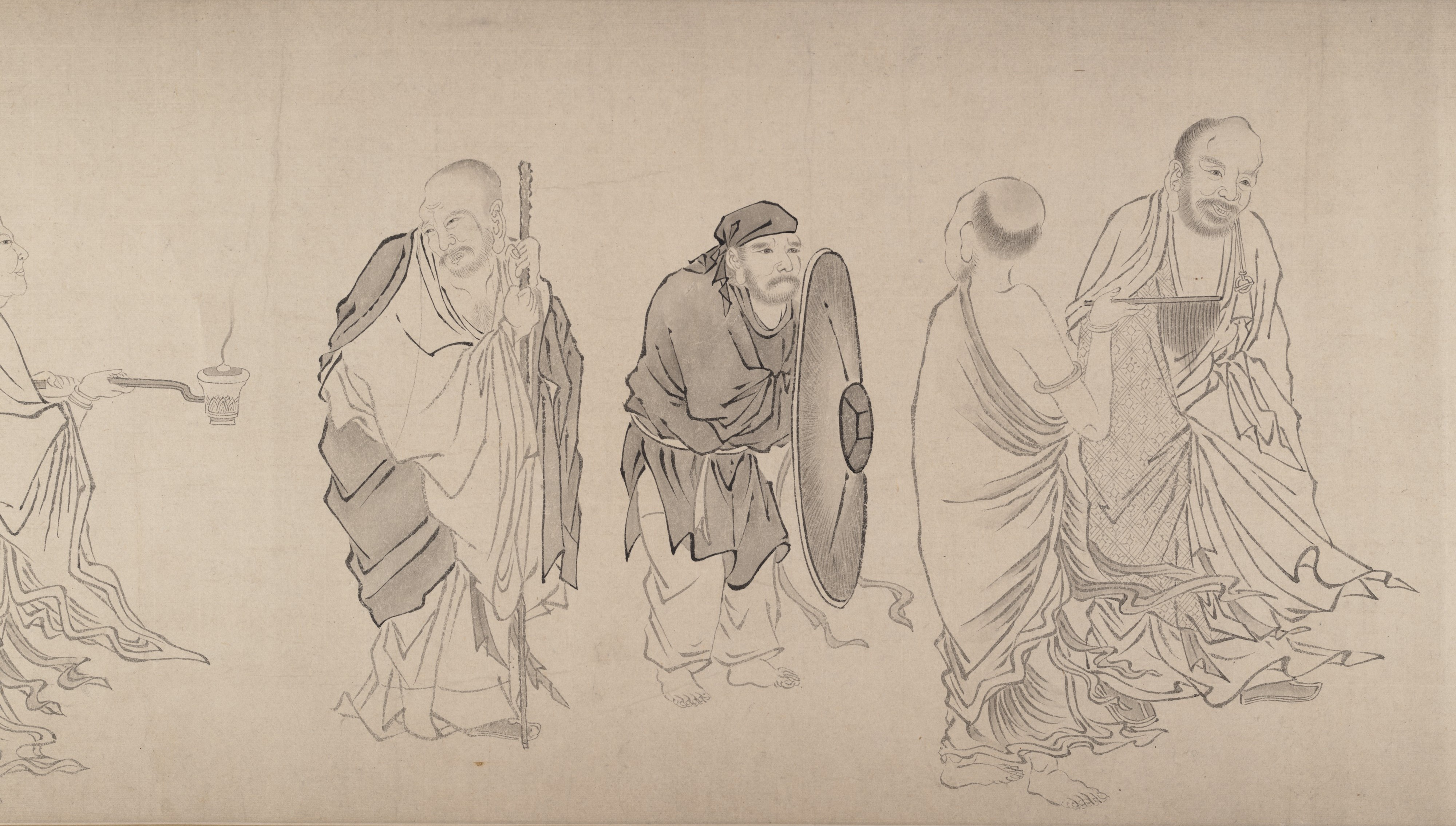
Los dieciséis luohans
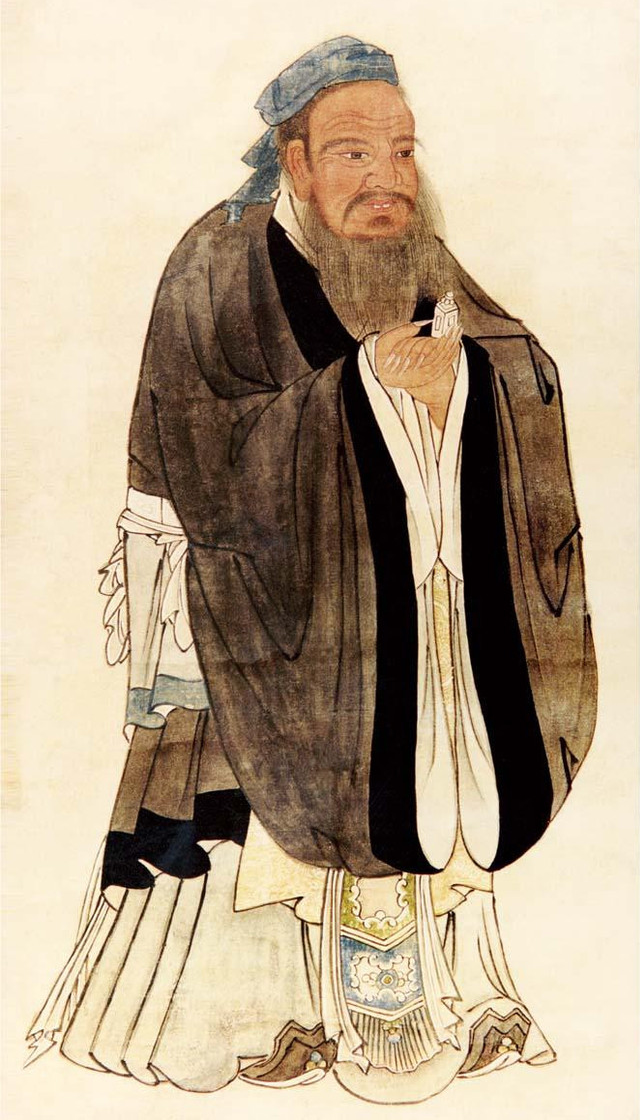
Retrato de Confucio